# Aprostocetus pachyneuros
Aprostocetus pachyneuros är en stekelart som först beskrevs av Julius Theodor Christian Ratzeburg 1844.  Aprostocetus pachyneuros ingår i släktet Aprostocetus och familjen finglanssteklar. Inga underarter finns listade i Catalogue of Life.